# Бурти (станція)
Бурти́ — вузлова проміжна залізнична станція 4-го класу Полтавської дирекції Південної залізниці на електрифікованій ділянці Кременчук — Бурти та неелектрифікованій лінії Бурти — Рублівка між станціями Кременчук (18 км) та Світловодськ (12 км). Розташована в однойменному селі Кременчуцького району Полтавської області. Найпівденніша станція Південної залізниці, яка розташована на межі Південної та Одеської залізниць.

## Історія
Станція Бурти відкрита 1905 року.
Станція з двома коліями і перегонами у бік Кременчука та Павлиша пропрацювала без особливих змін до 1974 року.
Після будівництва Кременчуцької ГЕС була прокладена залізнична лінія до станції Світловодськ та відкритий одноколійний перегін та три приймально-відправних колії.
28 жовтня 2008 року введена в експлуатацію нова електрифікована дільниця Кременчук — Бурти

## Пасажирське сполучення
На станції Бурти зупиняються приміські поїзди, що прямують до станцій Знам'янка-Пасажирська, Кременчук, Недогарки, Павлиш, Передгірковий парк,  Світловодськ.
З 27 березня 2019 року продаж квитків на станції не здійснюється.

## Галерея

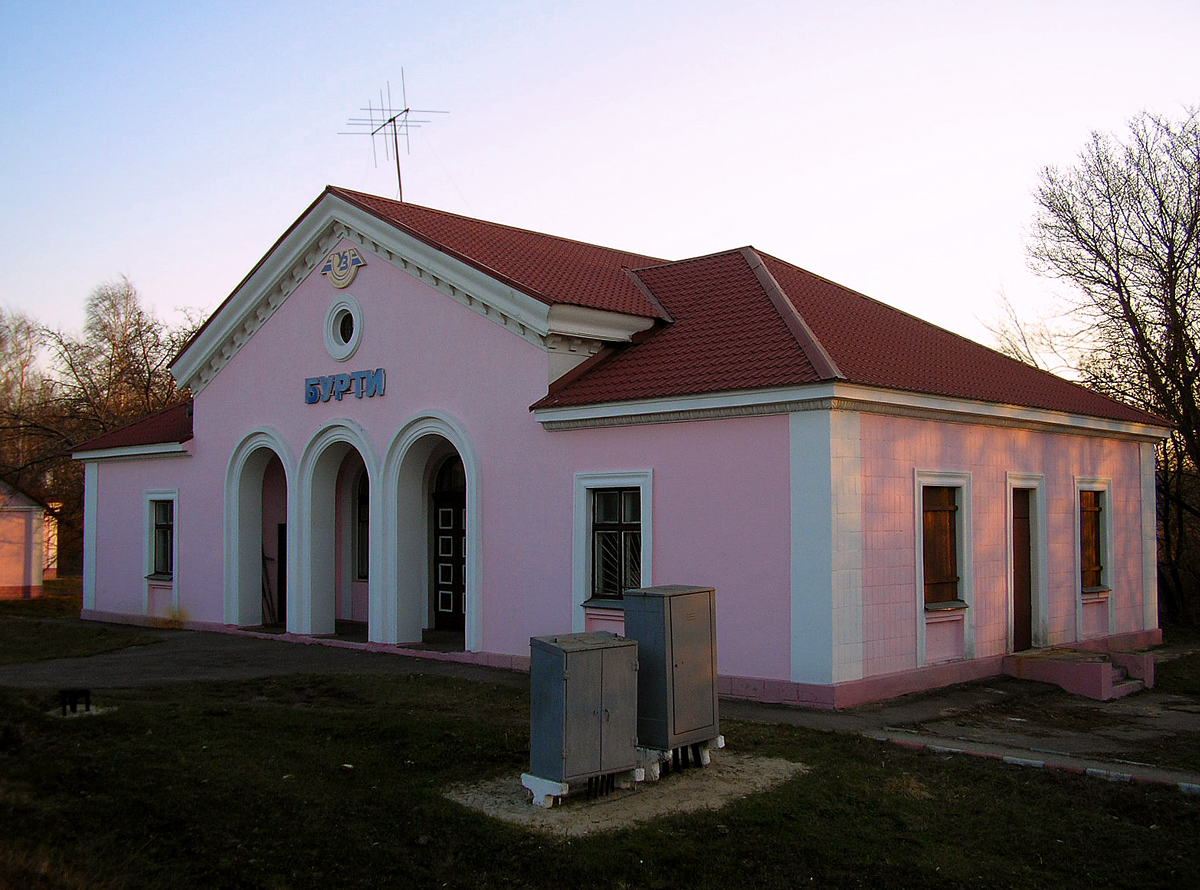
Вокзал станції Бурти
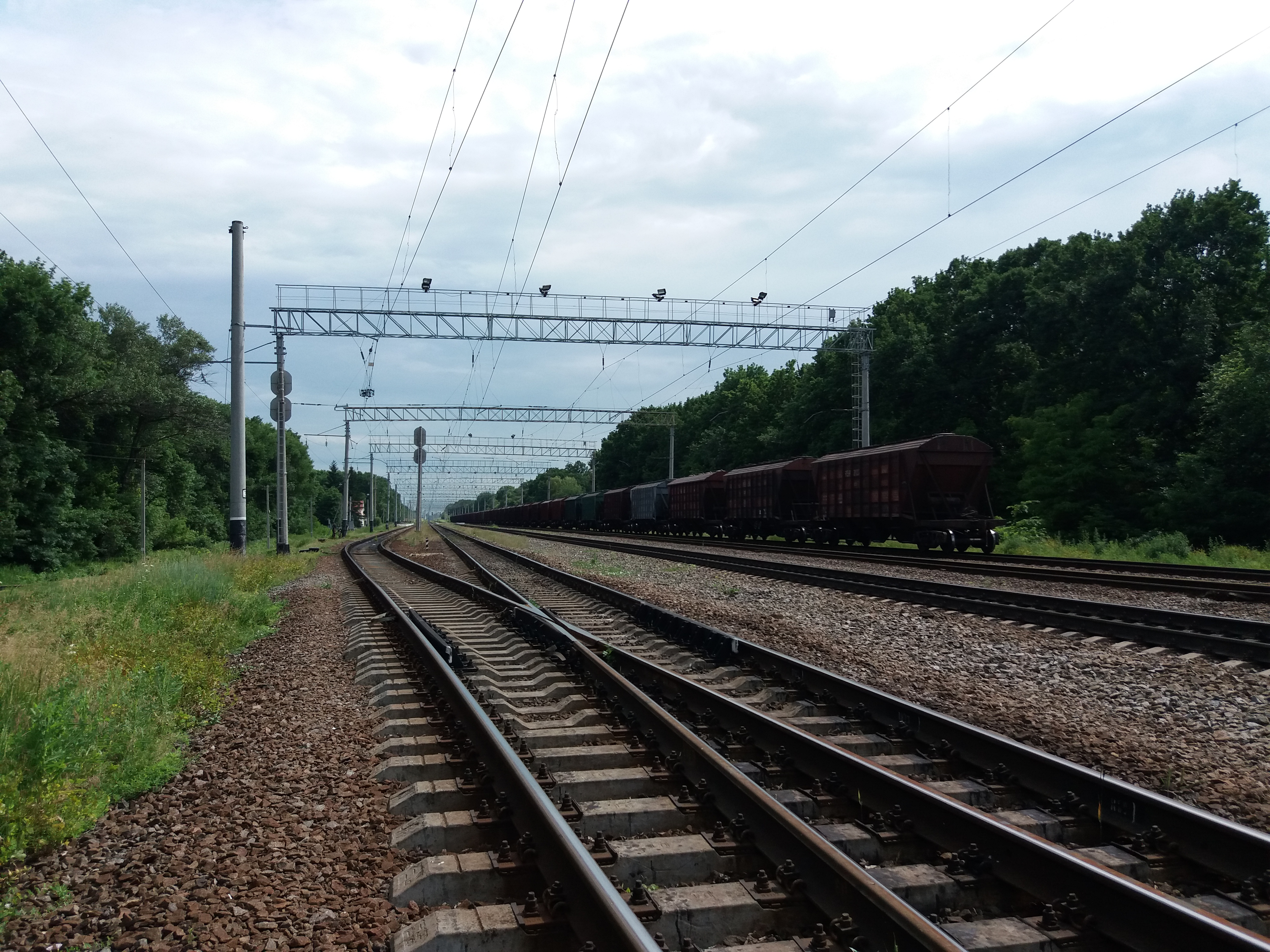
Північна горловина станції